# Veldwespen
De veldwespen (Polistinae) vormen een onderfamilie van de plooivleugelwespen (Vespidae).
De soorten lijken op de papierwespen (Vespinae), maar zijn smaller gebouwd. De veldwespen zijn eveneens sociale wespen, maar de nesten blijven kleiner en er zijn minder werksters. Twee bekende soorten zijn de bergveldwesp (Polistes biglumis) en de Franse veldwesp (Polistes dominulus). Ze zijn algemeen in zuidelijk Europa, maar sinds het laatste kwart van de twintigste eeuw ook steeds vaker in België en Nederland aan te treffen.

## Afbeeldingen

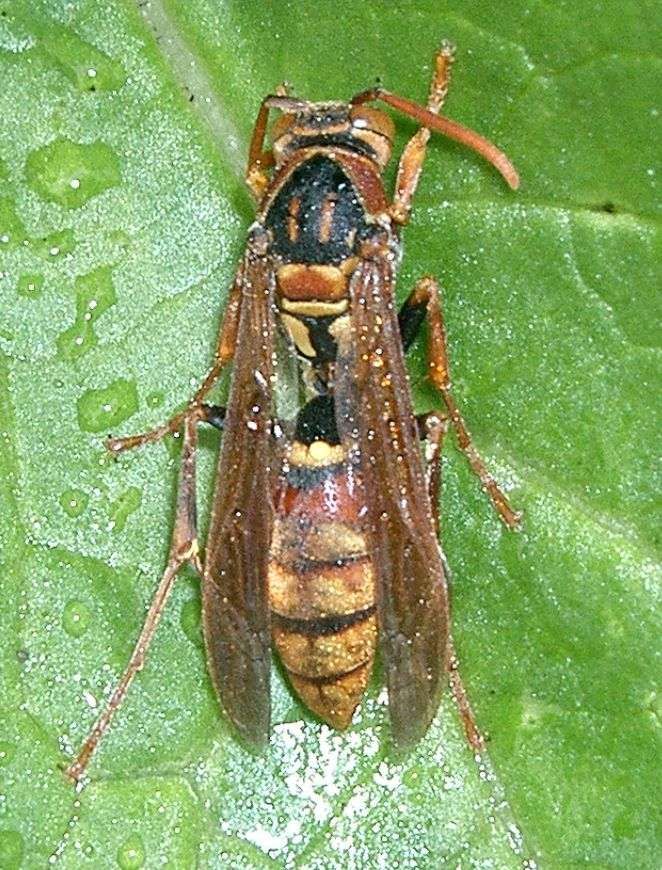
Polistes japonicus
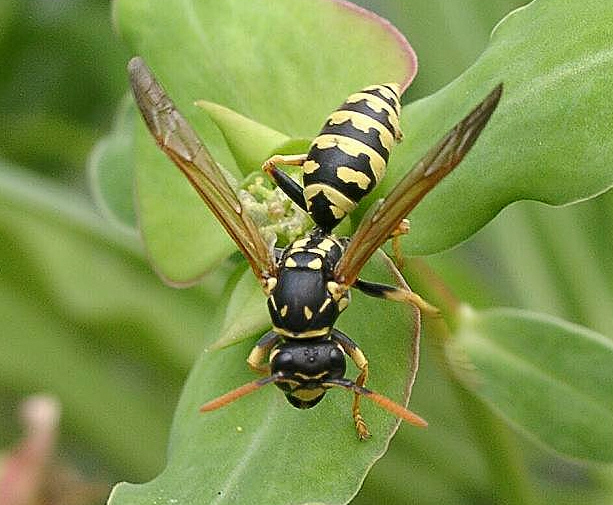
Polistes gallicus
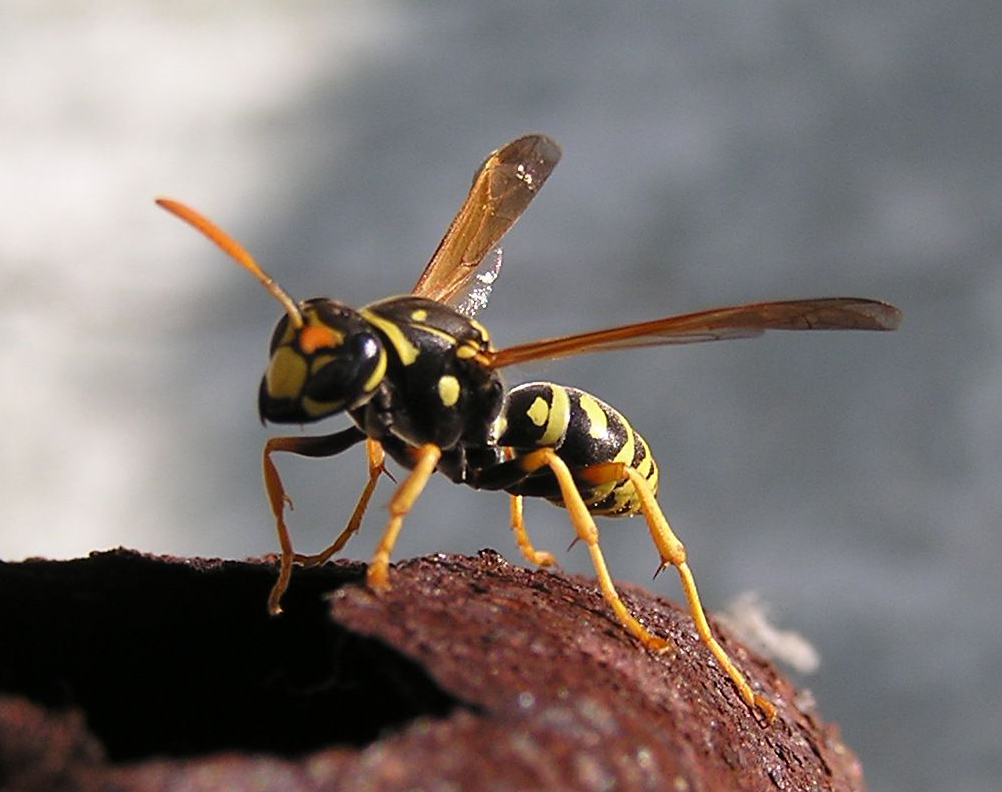
Franse veldwesp (Polistes dominulus)